# Jun Zhu
Jun Zhu é uma física sino-estadunidense, especialista em física da matéria condensada, conhecida por suas pesquisas em valleytronics e mais geralmente sobre transporte eletrônico em materiais bidimensionais, particularmente grafeno. É professora de física da Universidade Estadual da Pensilvânia.

## Formação e carreira
Zhu graduou-se em 1996 na Universidade de Ciência e Tecnologia da China, com um Ph.D. em 2003 na Universidade Columbia, onde trabalhou com Horst Ludwig Störmer. Após pesquisas de pós-doutorado na Universidade Cornell, em 2006 tornou-se professora do Departamento de Física da Universidade Estadual da Pensilvânia.

## Reconhecimento
Em 2020 Zhu foi nomeada fellow da American Physical Society, "for fundamental advances in the understanding of charge-, valley- and spin-transport in 2D materials".